# Naná Vasconcelos
Naná Vasconcelos (født 2. august 1944 i Recife, død 9. marts 2016) var en brasiliansk latinpercussionist, sanger og berimbauspiller. 
Vasconcelos var nok mest kendt for sit samarbejde med Pat Metheny og Egberto Gismonti. Han havde også spillet med jazzmusikere som Jan Garbarek, Collin Walcott, Don Cherry og Ralph Towner. Vasconselos var med i percussiongruppen Singing Drums med bl.a. Paul Motian og Pierre Favre.
Han havde lavet en række soloplader i eget navn på bl.a. pladeselskabet ECM Records.

## Kort diskografi
- Amazonas
- Saudades